# Teatro Ambra Jovinelli
L'Ambra Jovinelli, una volta chiamato unicamente Teatro Jovinelli, è uno dei teatri di Roma, destinato principalmente alle rappresentazioni di teatro comico, che ha come direttore artistico Fabrizia Pompilio.

## Storia
Nacque per volontà dell'impresario teatrale casertano Giuseppe Jovinelli, intenzionato a costruire un teatro di varietà dal volto lussuoso e degno di essere equiparato ad un teatro di prosa, di norma stilisticamente più ricco e nobile.
Venne eretto nella scomparsa piazza Guglielmo Pepe, nel Rione Esquilino. Dopo una serie di progetti firmati da Pietro Chiodelli e Giacomo Radiconcini, i lavori di costruzione iniziarono nel 1906. L'anno seguente subentrò come progettista Ulderico Bencivenga.
L'inaugurazione avvenne il 3 marzo del 1909.

## Ilcartellonee le sue evoluzioni
Negli anni precedenti la prima guerra mondiale, il Teatro Jovinelli divenne uno dei più importanti teatri di varietà della capitale. Il programma degli spettacoli comprendeva, in genere, numeri di canzonettiste e duettisti, attori comici e macchiettisti, danzatrici, acrobati e trasformisti.
Fra i comici che si esibirono al Teatro Jovinelli nei primi anni furono Raffaele Viviani, chiamato con la sorella Luisella per l'inaugurazione, ed Ettore Petrolini, che ottenne proprio da Giuseppe Jovinelli la sua prima scrittura importante nel 1910.
Fra il 1919 e il 1920 al Teatro Jovinelli fece il suo debutto Totò, che raccontò poi il suo incontro con l'impresario in Siamo uomini o caporali? Presentatosi come imitatore di Gustavo De Marco, un comico che aveva avuto un grandissimo successo su quello stesso palcoscenico negli anni precedenti la guerra, Totò divenne subito un beniamino del pubblico, e rimase allo Jovinelli fino al 1921. Altri importanti comici che ebbero grande favore di pubblico negli anni venti furono Alfredo Bambi e il proverbiale Gustavo Cacini.
Il teatro di varietà, però, dopo la Grande Guerra subì pesantemente la concorrenza del cinema, con il conseguente cambio di cartellone dal varietà all'avanspettacolo. Il vaglio del fascismo poi, che impose dure leggi contro il teatro dialettale e la satira politica, debilitò fortemente l'offerta del teatro. Gli incentivi per l'industria cinematografica, preferita allo spettacolo non tecnicamente riproducibile, avviarono definitivamente il teatro verso il declino.
Negli anni quaranta e cinquanta fu anche una sorta di palasport ante litteram, ospitando moltissime riunioni di pugilato, anche con tanti grandi campioni che si sfidavano e combattevano sul ring lì predisposto, sport diffusissimo e assai praticato in quel tempo, e ottenendo un successo eccezionale per l'accoglienza ricevuta e per il grandissimo numero di spettatori amanti della boxe che vi accorsero e per il rilievo che tale iniziativa ebbe sui giornali sportivi di allora.
Votato definitivamente all'avanspettacolo alternato alle sole proiezioni cinematografiche, lo Jovinelli si trasformò in cinema-varietà negli anni cinquanta, assumendo il nome Ambra Jovinelli. La motivazione era semplicemente quella di dare al teatro maggiore visibilità nei tamburini dei giornali che, vista l'iniziale, lo avrebbero collocato nei primissimi posti della lista dei cinematografi capitolini. Spesso, tuttavia, venivano organizzati incontri di boxe, concorsi canori, cabaret e avanspettacolo.

L'impresario Giuseppe Jovinelli, fautore del teatro romano.

Con il progressivo avanzare del tempo e la concorrenza di cinema prima e di televisione poi, l'Ambra Jovinelli ripiegò prima sulle sole proiezioni cinematografiche, poi sugli spettacoli di spogliarello seguiti da film erotici di gusto affine. Negli anni settanta era diventato definitivamente un cinema a luci rosse.
Il 29 aprile 1982 un incendio, causato da un malfunzionamento tecnico, bruciò l'intera struttura, decretandone alcuni anni dopo la definitiva chiusura e abbandono. La famiglia Jovinelli mise in vendita lo stabile, acquistato nel 1990 da una società milanese che non rese noti i progetti futuri per cui lo aveva acquistato.
Nel luglio del 1996 un gruppo di giovani artisti ed intellettuali si animò per il recupero del teatro, organizzando all'interno della fatiscente costruzione una serie di spettacoli teatrali e mostre monografiche con l'intento di destare attenzione nell'opinione pubblica.
Forse proprio grazie a questa iniziativa, nel 1997 la facciata dello stabile fu posta sotto il vincolo del Ministero dei Beni Culturali, con l'obbligo per i proprietari di preservazione della stessa poiché considerata patrimonio artistico. L'anno successivo i proprietari del teatro presentarono al Comune di Roma una domanda per il restauro ed il recupero dell'intera struttura. I lavori durarono fino al novembre del 2000, ed il 25 gennaio 2001 l'Ambra Jovinelli venne riaperto come teatro comico: la direzione artistica dello stesso venne affidata a Serena Dandini e la direzione di sala ad Antonino de Pasquale.
Fra i protagonisti del primo periodo dello Jovinelli, quando questi era ancora a gestione familiare, oltre agli artisti già citati, si ricordano Gennaro Pasquariello, Armando Gill, Beniamino e Dante Maggio, Romolo Balzani, Claudio Villa, Guido e Giorgio De Rege, Fredo Pistoni, Alfonso Tomas, Guglielmo Inglese, Nino Taranto, Lino Banfi, Fiorenzo Fiorentini, Mario e Pietro De Vico, Anna Campori, Tecla Scarano, Vici De Roll, Pia Velsi, Nino Lembo, Trottolino, Alberto Sorrentino, Nino Terzo, Elettra Romani, Carlo De Rosa, Alberto Nucci, Mario Breccia, Armandino, Gennaro Masini, Franco Franchi e Ciccio Ingrassia, Lucio Sportello, Mario Bartoli, Rita Pavone, Alberto Sordi, Fanfulla, Aldo Tarantino, Franco Califano.
La produzione artistica del nuovo millennio (la prima estranea alla famiglia Jovinelli), ha visto susseguirsi sul palco una serie molto diversificata di artisti, ad esempio: Ascanio Celestini, Marco Paolini, Lillo & Greg, Francesca Reggiani, Neri Marcorè, Valerio Mastandrea, Francesco Paolantoni, Sabina e Corrado Guzzanti, Vincenzo Salemme, Goran Bregović, Nicola Arigliano, Giorgio Panariello, Lella Costa, Elisabetta Pozzi, Daniele Luttazzi, Gioele Dix, Alessandro Benvenuti, Adolfo Margiotta, Angela Finocchiaro, Lunetta Savino, Adriana Asti, Rosalia Porcaro, Nino D'Angelo, Moni Ovadia, Claudia Gerini, Gianmarco Tognazzi, Gene Gnocchi, Silvio Orlando, Paolo Rossi, Nicola Piovani, Massimo Wertmüller.
Dal giugno 2009 al dicembre 2010 non è stato in attività. Riapre i battenti il 26 dicembre per la nuova stagione teatrale 2010/2011.

## Lo stabile

Il Teatro Jovinelli all'epoca dell'inaugurazione

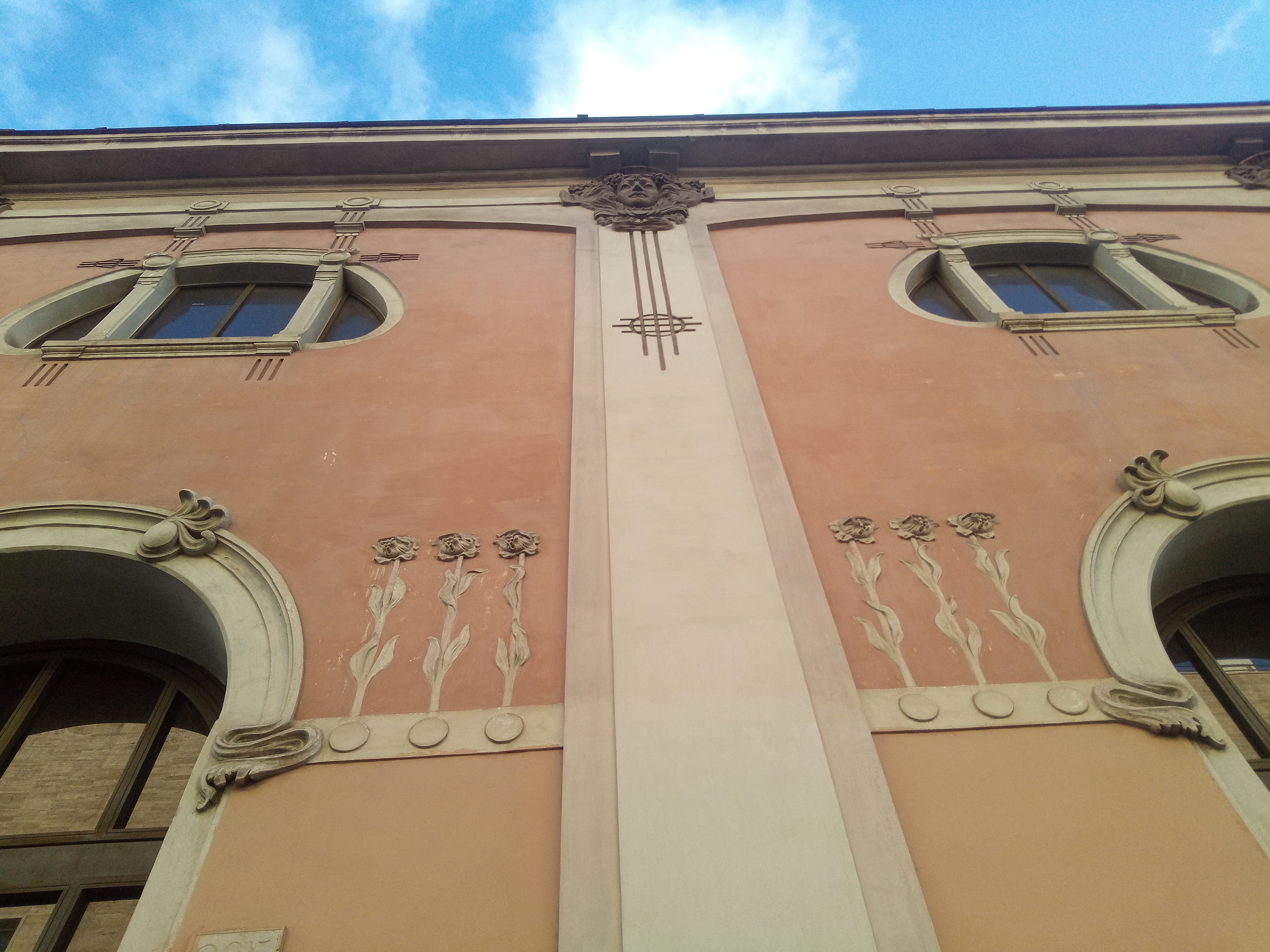
Decorazioni in stile liberty

Il teatro Jovinelli durante i lavori di ricostruzione del 1999

Originale e innovativo nelle linee d'abbellimento, il teatro è l'unico, a Roma, costruito in stile liberty, caratterizzato dal corpo centrale a due piani con ampie aperture, coronato dal frontone a linee arcuate. Foto dell'epoca mostrano una costruzione su due piani dai colori chiari e dalle linee sontuose. Il pian terreno presentava tre porte con arco a tutto sesto, dalle quali si accedeva al foyer che immetteva gli spettatori direttamente in sala, sita sul piano stradale. Due finestre ai lati del prospetto frontale della struttura riprendevano la linea delle porte, ma erano da queste ultime staccate dalle bacheche per le locandine.
Il secondo piano, che ospitava uffici e camerini e, nel soprapalco, le attrezzature di scena, possedeva tre porte identiche a quelle del pian terreno. L'intera facciata era percorsa da lesene in stucco decorate in basso da fiori in gesso, mentre le due lesene centrali terminavano sul tetto, dove erano poste due sculture a forma di aquila. La trabeazione sulla sommità dell'edificio si presentava come una sinuosa onda dallo stile tipicamente floreale, al cui centro campeggiava una conchiglia con un volto umano. Poco al di sotto di essa, una targa con su scritto Teatro Jovinelli.
Pagato il biglietto d'ingresso, si accedeva in una sala curata e di ricercato lusso: la platea contava più di 600 poltrone rivestite in velluto rosso. Una fila di palchi sovrastava la sala a forma di ferro di cavallo, come ad imitare la struttura dei grandi teatri, mentre una galleria sovrastante i palchi con gradoni ascendenti completava lo spazio per gli spettatori.
La capienza totale toccava i 1000 posti. Colonnine in ghisa decoravano la struttura interna, chiudendosi in archi ricchi di decorazioni floreali alla sommità della galleria. Velluto rosso ricopriva tutti gli interni, e grandi lampadari illuminavano la sala. Sulla sommità dell'arcoscenico, una targa ancor oggi visibile: "G. Jovinelli, 1909". La modernità era la parola d'ordine sotto la quale il teatro era stato progettato: erano presenti impianti di ventilazione e di riscaldamento, mentre l'illuminazione era totalmente elettrica.
Negli anni cinquanta, dopo la trasformazione in cinema, alcuni interventi cambiarono il volto e gli interni della struttura. La facciata che mostrava i segni del tempo fu radicalmente modificata: la parte superiore conservò i tratti liberty che la distinguevano; vennero però eliminate le aquile di gesso dai cornicioni e i due pennoni che si alzavano sulla sommità della trabeazione. La parte inferiore fu la parte maggiormente colpita dai lavori di ammodernamento.
Per costruire la pensilina in cemento che caratterizzava il prospetto frontale dei cinema e dei cinema-varietà si rese necessaria la distruzione dei tre archi che garantivano l'accesso degli spettatori all'interno. Al loro posto vennero inserite tre comuni porte a vetri dotate di saracinesche come quelle degli esercizi commerciali intervallate da quattro bacheche per le locandine. Gli stucchi e le lesene della parte inferiore vennero totalmente cancellati e al loro posto dei lastroni di travertino fungevano da cornice estetica al nuovo ingresso.
La costruzione della pensilina in cemento armato rese necessarie drastiche modifiche anche all'interno della costruzione: per reggere il peso della protesi vennero distrutti i palchi di prima galleria e il loggione. Al loro posto venne costruita una galleria che poggiava sulla struttura portante della pensilina, mentre il loggione divenne la seconda galleria, provvista di poltroncine anziché di gradoni in legno. Furono preservate dai lavori le colonnine in ghisa che erano il sostegno degli ormai inesistenti palchi e che rimasero come decorazione delle moderne gallerie.
I lavori di restauro riportarono l'Ambra Jovinelli alle fattezze dei primi del Novecento, introducendo però sostanziali modifiche all'interno della cubatura dello stabile che venne addirittura triplicata (dai circa diecimila metri cubi originari il progetto completo ne prevedeva trentamila), grazie all'inserimento di spazi nuovi all'interno dell'edificio, senza alcuna modifica sull'esteriorità dello stesso. Sotto il teatro avrebbero trovato posto una sala ridotta (chiamata poi "Piccolo Jovinelli"), un bar e alcuni locali. La vecchia sala, completamente distrutta, subì un innalzamento di cinque metri rinunciando allo sbocco diretto sul piano stradale, con relativa eliminazione del foyer originario. Le colonne di ghisa a sostegno dei palchi vennero restaurate e poste a sostegno delle due gallerie costruite al posto degli originari palchetti. Gli ammodernamenti portarono all'adozione di una moderna torre scenica ed una impiantistica valida sia per le produzioni teatrali che per quelle televisive.

## Collegamenti
|  | È raggiungibile dalla stazione Roma Laziali. |